# Льюис — Маккорд
Объединённая база Льюис — Маккорд (англ. Joint Base Lewis–McChord) — совместная база ВВС и Армии США к западу от Скалистых гор в штате Вашингтон. На базе дислоцируется 1-й армейский корпус и 62-е авиакрыло ВВС. Является объединением авиабазы Маккорд и базы СВ Форт-Льюис. База образована в 2010 году путём слияния обеих военных баз. Это стало частью общей практики создания объединённых баз в Вооружённых силах США.
Объединённая база «Льюис — Маккорд» — это учебно-мобилизационный центр для всех служб и является единственной точкой проекции силы к западу от Скалистых гор. Его географическое положение обеспечивает быстрый доступ к глубоководным морским портам Такомы, Олимпии и Сиэтла для развёртывания военных сил. Подразделения могут использовать для перемещения аэродром Маккорд, а отдельные и небольшие группы могут также использовать близлежащий гражданский аэропорт «Си-Так». Стратегическое расположение базы обеспечивает подразделениям ВВС возможностями осуществлять грузовые перевозки с помощью C-17 Globemaster III.